# Vụ án Trịnh Vĩnh Bình
Vụ án Trịnh Vĩnh Bình là vụ án một triệu phú ở Hà Lan, ông Trịnh Vĩnh Bình, đem hơn 3 triệu đô la Mỹ về Việt Nam làm ăn và đầu tư trong nước vào cuối năm 1987, bị tịch thu tài sản và lãnh án 11 năm tù trong năm 1999. Ông đã bị tạm giữ 18 tháng và trong khi được tại ngoại, đã chạy tị nạn khỏi Việt Nam.
Năm 2003, Trịnh Vĩnh Bình đã chính thức nhờ tổ hợp luật sư Covington Burling của Mỹ ở Washington đại diện để kiện chính phủ Việt Nam ra toà án quốc tế, đòi bồi thường thiệt hại. Chính phủ Việt Nam cũng đã thuê một hãng luật của Pháp để đại diện cho họ trong vụ kiện này. Vụ kiện lần đầu này dự kiến sẽ được đưa ra Trung Tâm Trọng Tài Quốc tế Stockholm xét xử vào tháng 12 năm 2006 nhưng phía nhà nước Việt Nam đã thương lượng với ông Trịnh Vĩnh Bình ngoài tòa để ký một thỏa thuận tại Singapore năm 2006. Hai bên thỏa thuận, phía chính phủ Việt Nam đồng ý xóa án cho ông Bình, bồi thường 15 triệu đô la Mỹ và trả lại toàn bộ tài sản đã tịch thu của ông Bình. Để đổi lại, ông Bình phải rút đơn kiện khỏi Tòa án Trọng tài Quốc tế và không tiết lộ nội dung thỏa thuận trên. Một số công chức Việt Nam có liên quan đến vụ án của ông Bình cũng đã bị truy tố.
Tháng 1 năm 2015, ông Bình tiếp tục đâm đơn kiện chính phủ Việt Nam lần thứ hai với lý do chính phủ Việt Nam không thực hiện đúng cam kết trả tiền và tài sản cho ông trong lần thỏa thuận ngoài tòa lần trước. Phiên tòa lần 2 diễn ra tại Tòa án Trọng tài Quốc tế tại Paris, Pháp từ ngày 21 đến 31 tháng 8 năm 2017.
Ngày 11 tháng 4 năm 2019, ông Trịnh Vĩnh Bình cho VOA biết "Tòa án Quốc tế thông báo, ông Trịnh Vĩnh Bình thắng kiện đối với chính phủ Việt Nam. Theo đó, chính phủ Việt Nam buộc phải bồi thường cho triệu phú người Hà Lan gốc Việt tổng cộng 37.581.596 đôla thiệt hại và gần 7,9 triệu đôla án phí." Tuy nhiên, khi được liên hệ Tòa án Quốc tế từ chối trả lời về phán quyết, Chính phủ Việt Nam cũng phủ nhận việc này.

## Sự kiện
Trịnh Vĩnh Bình sinh năm 1947 trong một gia đình gốc Triều Châu tại Vĩnh Châu, Sóc Trăng là một người Việt tị nạn tới Hà Lan vào năm 1976, có biệt danh "Vua giò chả".
Năm 1987, Trịnh Vĩnh Bình đem tiền về Việt Nam đầu tư. Vào thời điểm đó, Chính phủ Việt Nam chưa cho phép Việt kiều mua nhà đất, chính vì thế ông Bình đã phải nhờ người thân sống ở Việt Nam đứng tên giúp. Việc đứng tên hộ được xác nhận qua giấy ủy quyền và giấy giới thiệu có chứng nhận của Lãnh sự quán Việt Nam tại Pháp. Luật gia Lê Mai Anh, nguyên cán bộ Viện Kiểm sát, nguyên Chủ nhiệm Ủy ban kiểm tra Đảng Hội Luật gia Việt Nam, chứng thực điều này: “Ông ấy đứng tên người khác theo đúng hướng dẫn của chính phủ Việt Nam là ông phải đứng tên người khác. Vì lúc ấy, luật không cho người nước ngoài, người có quốc tịch nước ngoài mua, nên ông ấy phải đứng tên người khác.” Từ năm 1987 đến 1996, ông Bình đã mua hơn 284 ha đất, 2 cơ sở sản xuất và 11 căn nhà ở Bà Rịa – Vũng Tàu, Đồng Nai và TP.HCM, nâng số tài sản đầu tư lên gấp gần 8 lần số vốn, tổng số khoảng 30 triệu đô la Mỹ. Sau đó, Công an Bà Rịa – Vũng Tàu đã khởi tố vụ án, khởi tố bị can và bắt tạm giam ông Bình về tội "vi phạm các quy định về quản lý và bảo vệ đất đai" và tội "đưa hối lộ".
Năm 1998, TAND tỉnh Bà Rịa – Vũng Tàu xét xử sơ thẩm và tuyên phạt Trịnh Vĩnh Bình 13 năm tù. Sau khi kháng cáo, Tòa phúc thẩm TAND tối cao tại TP.HCM giảm xuống 11 năm tù (năm 1999). Ngoài ra, nhiều tài sản (nhà và đất) cũng được tòa phúc thẩm tuyên giao cho UBND tỉnh Bà Rịa – Vũng Tàu và Đồng Nai tịch thu; 2 cơ sở sản xuất (diện tích gần 40.000 m2) cùng 9 căn nhà trên địa bàn tỉnh được UBND tỉnh Bà Rịa – Vũng Tàu được giao cho Cục Thi hành án dân sự (THADS) bán đấu giá.

## Diễn biến vụ kiện ra tòa quốc tế
Trịnh Vĩnh Bình cho biết từ cuối năm 2003, trước khi khởi kiện, luật sư của ông đã viết thư thông báo cho giới chức lãnh đạo Hà Nội và yêu cầu phía Việt Nam trả lại toàn bộ tài sản cho ông Bình đã đầu tư ở Việt Nam. Sau đó, chính quyền Hà Nội qua tòa đại sứ Việt Nam ở cả Washington lẫn Amsterdam đã liên lạc với ông Bình để thương lượng. Tuy nhiên, theo lời ông Bình thì các cuộc thương lượng đó đã không mang lại kết quả mong muốn, vì đại diện phía Việt Nam chỉ yêu cầu suông ông Bình là đừng nên đem ra kiện.
Năm 2003, Trịnh Vĩnh Bình, với tư cách là một nhà đầu tư nước ngoài có quốc tịch Hà Lan bị mất tài sản tại Việt Nam, đã nộp đơn kiện phía Việt Nam ra một Trung tâm Trọng tài quốc tế về giải quyết các tranh chấp trong lĩnh vực đầu tư, đặt tại Stockholm (Thụy Điển). Theo đơn kiện, ông Bình yêu cầu phía Việt Nam phải bồi thường số tiền khoảng 100 triệu USD. Luật sư của ông Bình đã viện dẫn các quy định của Hiệp định khuyến khích và bảo hộ đầu tư mà Việt Nam đã ký kết với Hà Lan vào năm 1994 để tiến hành khởi kiện. Theo ông Bình, bản án hình sự chống lại ông ta tại Việt Nam trước đây chỉ là cái cớ để Chính phủ Việt Nam tiến hành tước đoạt quyền sở hữu đối với tài sản của ông ta, và như vậy đã vi phạm thỏa thuận tại hiệp định nêu trên và phải bồi thường cho ông ta.
Phiên tòa quốc tế nhằm giải quyết vụ tranh chấp này lúc đó được dự định là sẽ khởi sự vào tháng 12 năm 2005 tại Stockholm (Thụy Điển). Vụ xét xử này, dự kiến sẽ kéo dài cả năm và số tiền tốn kém về án phí có thể lên tới hàng trăm triệu USD, tuy vậy hai bên đã thỏa thuận ngoài tòa, nội dung: chính phủ Việt Nam đồng ý xóa án cho ông Bình, bồi thường 15 triệu đô la Mỹ và trả lại toàn bộ tài sản đã lấy của ông Bình. Để đổi lại, ông Bình phải rút đơn kiện khỏi Tòa án Trọng tài Quốc tế và không tiết lộ nội dung thỏa thuận trên.
Năm 2006, theo báo điện tử Thanh niên, Chính phủ Việt Nam đã miễn chấp hành hình phạt tù cho ông Trịnh Vĩnh Bình, và cho ông được phép trở lại Việt Nam.

## Hậu vụ án Trịnh Vĩnh Bình
Ngày 11 tháng 6 năm 2012, Viện KSND tỉnh Bà Rịa – Vũng Tàu truy tố ra trước TAND cùng cấp ông Trần Văn Mười, nguyên Cục trưởng Cục Thi hành án dân sự (THADS) tỉnh về tội “lợi dụng chức vụ, quyền hạn trong khi thi hành công vụ”. Cùng đồng phạm với bị can Mười trong vụ án này còn có Lê Minh Huy Hoàng, nguyên chấp hành viên Chi cục THADS Thành phố Vũng Tàu và Hoàng Anh Linh, nguyên là chấp hành viên Cục THADS tỉnh Bà Rịa – Vũng Tàu (lúc bị bắt là chuyên viên Nội chính văn phòng Tỉnh ủy Bà Rịa – Vũng Tàu).
Theo cáo trạng, vào năm 1999, 2 nhà xưởng sản xuất với diện tích gần 40.000 m2 cùng 9 ngôi nhà và đất do ông Trịnh Vĩnh Bình mua trên địa bàn tỉnh được giao cho Phòng THA tỉnh Bà Rịa – Vũng Tàu (nay là Cục THADS) xử lý theo thẩm quyền, và đã mắc nhiều sai phạm. Cụ thể, Mười đã chỉ đạo Linh tự tổ chức bán đấu giá 12 xe ô tô trong nhà kho không được tuyên trong bản án, và căn nhà 86 m2 trên diện tích đất hơn 2.000 m2 ở đường Trần Phú không thông qua Trung tâm bán đấu giá tài sản tỉnh Bà Rịa – Vũng Tàu.
Chiều 11 tháng 4 năm 2014, TAND tỉnh Bà Rịa – Vũng Tàu đã tuyên mức án bằng với thời hạn tạm giam các bị cáo là 11 tháng 16 ngày, trả tự do tại tòa.
Trang mạng Góc nhìn Alan đăng lại bài của tác giả Huỳnh Bá Hải từ DLB, viết ngày 9 tháng 6 năm 2015 là Trịnh Vĩnh Bình lại kiện chính phủ Việt Nam lần nữa khi phía Việt Nam đã không thực hiện tất cả những cam kết đã thoả thuận tại Trung tâm trọng tài quốc tế, ở Stockholm, Thụy Điển.
Theo Luật sư Nguyễn Đức ở Dallas, Texas thì: “Tôi chưa được đọc chi tiết về vụ việc này nhưng theo tôi, nếu về Việt Nam làm ăn và vẫn còn giữ quốc tịch Việt Nam, và mọi hành động vi phạm pháp luật xảy ra trên lãnh thổ Việt Nam, thì bị xử lý là chuyện hiển nhiên, kiện thế nào được”. Theo luật sư Trương Xuân Tám ở thành phố Vũng Tàu, tỉnh Bà Rịa – Vũng Tàu: “Bản án đã không bị Tòa tối cao xét xử lại theo trình tự giám đốc thẩm hoặc tái thẩm nên nó đã có hiệu lực pháp luật. Không một quốc gia nào hoặc một tổ chức trọng tài nào có quyền bác bỏ bản án hình sự này. Như vậy, Trịnh Vĩnh Bình phải có nghĩa vụ chấp hành hình phạt nhưng ông ta đã bỏ trốn".

## Vụ án Trịnh Vĩnh Bình kỳ 2
Do chính phủ Việt Nam không trả lại tài sản theo như lời hứa nên ông Bình quyết định lại tiếp tục kiện. Tháng 4 năm 2014, ông Trịnh Vĩnh Bình mướn văn phòng luật sư King & Spalding LLP, một văn phòng luật sư lớn tại Hoa Kỳ, kiện Việt Nam ra Tòa án Trọng tài Quốc tế. Ngày 21 tháng 8 năm 2017, tòa án quốc tế xem xét vụ án này tại Paris với nguyên đơn là ông Trịnh Vĩnh Bình đòi nhà nước Việt Nam bồi thường vì:
- Vi phạm luật đầu tư liên quan đến Hiệp thương đầu tư song phương giữa Hà Lan – Việt Nam (BIT)
- Vi phạm Nhân quyền: nhốt người oan sai.

### Nguyên nhân
Ông Bình nêu lý do: “Có một điểm nhất quán giữa hai vụ kiện là: tôi kiện chính phủ Việt Nam lần thứ nhất là vì lý do đòi bồi thường tài sản, trong đó có vấn đề bồi thường nhân thân: nhốt tôi oan. Khi mà ký thỏa thuận ở Singapore thì chính phủ Việt Nam hứa trả lại toàn bộ tài sản. Nhưng sau 7 năm trời chính phủ Việt Nam không trả, dù một tài sản nhỏ cũng không trả. Tôi đọc trong một hồ sơ tôi thấy có những điểm rất là tệ. Khi họ đến công ty tôi thì họ ập vào phòng riêng của tôi. Trong đó có mấy cái két sắt, trong đó tôi giữ những đồ cổ do tàu Âu châu chở đồ sành sứ của Trung Quốc bị chìm ở hòn Cao, đồ sành sứ do tàu chìm, trong đó họ lấy đi 394 món của tôi. Bên Bộ Tư Pháp Việt Nam nói: phần này có thể trả lại cho ông Trịnh Vĩnh Bình nhưng với điều kiện ông phải chứng minh đây là tài sản hợp pháp.” Trước đòi hỏi này, ông Bình bày tỏ: “Tôi không biết họ có còn nhân tính hay không nữa? Trước khi anh vào nhà tôi, anh muốn lấy một cái chén, một cái ly, một món đồ nào đó thì anh phải chứng minh đó là món đồ phạm pháp, đồ ăn cắp. Còn một khi anh đã lấy đi rồi anh bắt tôi chứng minh là đồ hợp pháp? Đồ trong nhà tôi là đồ hợp pháp. Chứng minh đó là đồ phạm pháp để lấy đi là trách nhiệm của quý anh. Muốn lấy đồ của người khác đi thì cơ quan công quyền phải chứng minh đó là đồ phạm pháp. Tôi không có trách nhiệm phải chứng minh đó là hợp pháp. Quý vị đã thấy lòng tham lam của quan chức Việt Nam như thế nào. Sự vô nhân tính của họ như vậy. Nói đến đây tôi rất là bức xúc. Từ một chuyện nhỏ quý vị suy ra chuyện lớn, họ chiếm đất đai, nhà cửa. Từ đây tôi là một mốc xích để tôi cảm thấy là phải kiện chính phủ Việt Nam lần thứ 2!” 

### Bình luận
Trước khi phiên tòa ở Paris bắt đầu, cựu Phó Thủ tướng kiêm Bộ trưởng Ngoại giao Nguyễn Mạnh Cầm nói với VOA rằng ông và nhiều quan chức khác của chính phủ Việt Nam đã tìm cách “dàn xếp êm thấm vụ việc” để không ảnh hưởng đến quan hệ 2 nước Việt Nam – Hà Lan nhưng không thành công vì sự mâu thuẫn trong nội bộ của chính phủ về lợi ích cũng như chi phối của lực lượng an ninh. Cũng theo ông Cầm, sở dĩ chính phủ Việt Nam bội ước thỏa thuận ngoài tòa của vụ kiện trước vì “việc trả lại các tài sản cho nguyên đơn đã không thực hiện được… do các tài sản bị tẩu tán, thay đổi chủ sở hữu.”
Ngày 17 tháng 8 năm 2017, ông Nguyễn Vi Khải, Phó Viện trưởng Viện các vấn đề phát triển (VIDS), cựu thành viên trong Ban Cố vấn của Thủ tướng Phan Văn Khải trong thời gian diễn ra đàm phán, thương lượng giữa ông Trịnh Vĩnh Bình với Chính phủ Việt Nam lần thứ nhất (năm 2003 – 2006), nhận định: Đây là ví dụ của tình trạng “hình sự hóa các quan hệ kinh tế” lúc đó. Người ta xử án theo kiểu “bỏ túi” (tức là án Kangaroo). Các cấp trên có can thiệp vào thì cũng phải theo án lệ này. Trong khi đó các trọng tội làm thất thoát hàng nghìn tỷ tài sản quốc gia thì đáng nhẽ phải hình sự hóa những vụ đó, thì lại hành chính hóa các tội phạm này, để cho các tội phạm này trốn ra nước ngoài dễ dàng bằng cách đi chữa bệnh, đi học… như trường hợp Trịnh Xuân Thanh, Vũ Đình Duy. Cũng theo ông Khải thì Thủ tướng Phan Văn Khải đã có bút phê gửi Bộ trưởng Công an Lê Minh Hương yêu cầu xem lại trường hợp của Trịnh Vĩnh Bình, nhưng “trên bảo dưới không nghe.”
Ngày 17 tháng 8 năm 2017, ông Đinh Hoàng Thắng – cựu Đại sứ đặc mệnh toàn quyền Việt Nam tại Amsterdam kể lại: phản ứng của Chính phủ Hà Lan khi đó rất gay gắt, yêu cầu chính phủ Việt Nam phải xét xử lại, không được thực thi phán quyết bất lợi đối với ông Trịnh Vĩnh Bình, và phải thực thi đúng cam kết bảo hộ đầu tư song phương. Trên thực tế, vụ việc ông Trịnh Vĩnh Bình khi đó ảnh hưởng sâu sắc tới quan hệ bang giao giữa hai nước Việt Nam – Hà Lan, tạo ra hệ luỵ “hữu hình và vô hình”.

### Diễn biến tòa án
Tòa xử vụ kiện tại trụ sở Tòa Trọng tài Quốc tế, tại 112, đường Kleber, Quận XIV, Paris. Số tiền ông Bình đòi bồi thường tối thiểu lên đến 1.25 tỷ USD.
Bộ Tư pháp Việt Nam cử một đoàn sang Paris để hầu tòa. Tính đến ngày 29 tháng 8 năm 2017, báo chí nhà nước Việt Nam không đưa tin về vụ kiện này.
Ngày 21 và 22 tháng 8 năm 2017, tòa họp kín, nghe 2 bên trình bày.
Phiên tòa kết thúc ngày 27 tháng 8. Theo thủ tục thông thường, Tòa án Quốc tế đôi khi phải mất đến vài tháng để nghị án và đưa ra phán quyết.

### Kết quả
Ngày 11 tháng 4 năm 2019, ông Trịnh Vĩnh Bình trả lời phỏng vấn của VOA cho biết, Tòa án Quốc tế đã gửi thông báo thắng kiện cho ông Trịnh Vĩnh Bình. Theo đó, chính phủ Việt Nam buộc phải bồi thường cho triệu phú người Hà Lan gốc Việt tổng cộng 37.581.596 đôla thiệt hại và gần 7,9 triệu đôla án phí.
Khi được liên hệ, Tòa Trọng tài Quốc tế từ chối cung cấp thông tin về vụ án và phán quyết của tòa. 
Trả lời RFA sau phán quyết của tòa, ông Bình nói “Chính phủ Việt Nam cần phải cẩn thận. Không dễ gì tịch thu tài sản của người khác. Chắc chắn sẽ còn những vụ kiện khác nữa trong thời gian tới”.
Chiều ngày 12 tháng 4 năm 2019, Bộ Tư pháp Việt Nam ra thông cáo cho hay ngày 10 tháng 4 Hội đồng Trọng tài được thành lập theo Quy tắc Trọng tài UNCITRAL đã ra phán quyết về vụ kiện đầu tư của ông Trịnh Vĩnh Bình với Chính phủ Việt Nam. Theo quy định tố tụng, các bên "có trách nhiệm giữ bí mật phán quyết". Bộ Tư pháp khẳng định một số trang thông tin điện tử và mạng xã hội đưa thông tin về kết quả phán quyết là "phản ánh không chính xác nội dung cùng với những diễn giải, suy đoán chủ quan, gây hiểu nhầm".

## Bồi thường
Theo ông Bình, cho đến giờ số tiền đền bù tất cả cho ông là 45 triệu đôla, cộng lãi suất thêm nữa là trên 46 triệu. Nhưng ông cho rằng, còn nhiều khoảng đền bù và tiếp tục đòi chính quyền Việt Nam giải quyết.